# Pteropus scapulatus
Dơi quạ đỏ nhỏ (danh pháp hai phần: Pteropus scapulatus) là một loài động vật có vú trong họ Dơi quạ, bộ Dơi. Loài này được Peters mô tả năm 1862.
Đây là loài bản bản địa miền bắc và miền đông Australia. Loài này nặng khoảng nửa kg, và là loài Pteropus nhỏ nhất ở lục địa Australia. P. scapulatus xuất hiện ở bờ biển và xa hơn trong đất liền, tập trung và bay đến các vùng nhiệt đới đến ôn đới cung cấp cho chúng nguồn mật hoa hàng năm. Chúng lấy nước uống khác thường trong thời gian khô hạn, bay lướt qua bề mặt của một con suối để cho nước dính vào bộ lông của chúng khi chúng đang bay.

## Hình ảnh

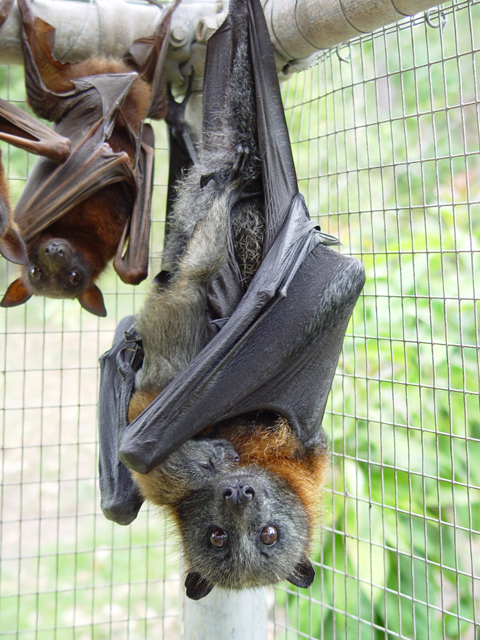
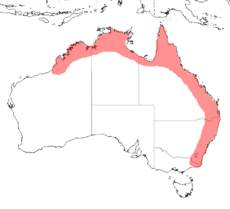